# Anadendrum ellipticum
Anadendrum ellipticum är en kallaväxtart som beskrevs av Widyartini och Elizabeth A. Widjaja. Anadendrum ellipticum ingår i släktet Anadendrum och familjen kallaväxter. Inga underarter finns listade.